# 동일조건변경허락

크리에이티브 커먼즈의 동일조건변경 허락 아이콘. 카피레프트의 상징을 수정한 것이다.

동일조건변경허락(영어: Share-alike)은 크리에이티브 커먼즈 라이선스에서 사용하는 저작권 라이선스 조건이다. 저작물을 수정, 변형하거나, 2차적저작물을 만들어 배포할 때에 원 저작물과 동일한 라이선스 조건으로 배포해야 한다는 제한이다. 자유 소프트웨어나 자유 콘텐츠에서 사용되는 카피레프트도 동일조건변경허락 조건을 가지기도 한다.
크리에이티브 커먼즈에서 동일조건변경허락 조건을 갖는 라이선스는 "저작자표시-동일조건변경허락"(CC-BY-SA)와 "저작자표시-비영리-동일조건변경허락"(CC-BY-NC-SA)가 있다.

## 카피레프트
카피레프트는 동일조건변경허락 라이선스의 큰 하위 범주이다. 여기에는 크리에이티브 커먼즈 저작자표시-동일조건변경허락(CC-BY-SA)과 같은 자유 저작물 라이선스와 GNU 일반 공중 사용 허가서(GPL) 같은 자유 소프트웨어 라이선스가 포함된다. 다른 대형 작업에 카피레프트 제한이 있는 자료를 사용하려면 대개 전체 결과물을 카피레프트로 공개해야 하기 때문에, 이런 라이선스를 바이러스성 라이선스라고 부르기도 한다.